# Te cuento al mediodía
Te cuento al mediodía fue un programa de televisión de actualidad, espectáculo y variedad argentina, conducido por Antonio Laje y Carolina Losada. Comenzaba a emitirse por América TV, el 12 de septiembre de 2016 reemplazando a América Noticias, Primera edición. Finalizó el noticiero el 4 de enero de 2018 para emitirse Involucrados con Mariano Iúdica y Pía Shaw Que se transmitió desde el 7 de enero de 2018.

## Sinopsis

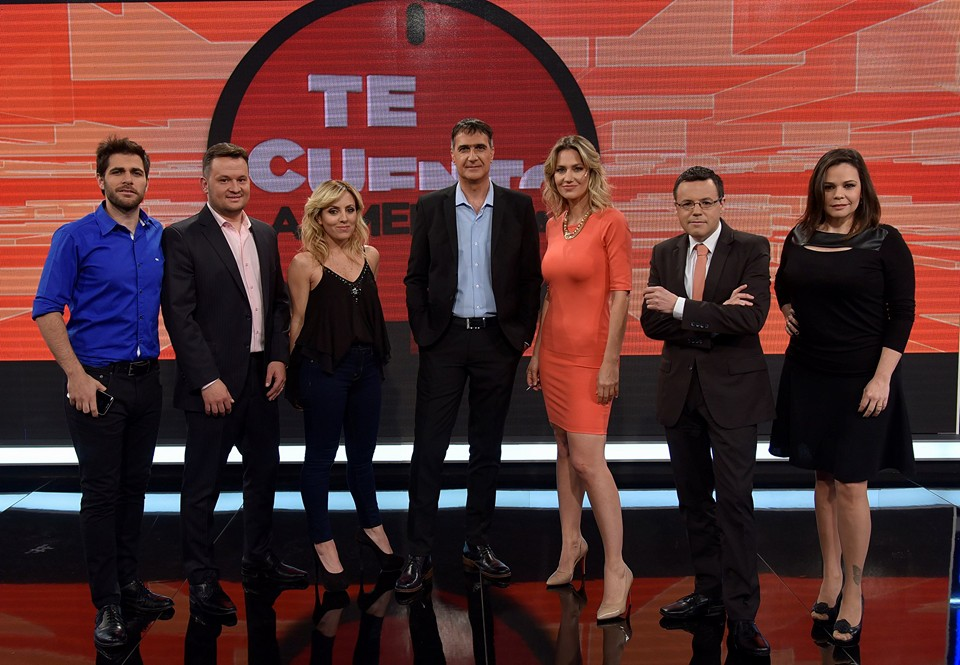
Antonio Laje y Carolina Losada junto a su equipo informativo.

Este magazine informativo, está al frente junto con el acompañamiento de Antonio Laje y Carolina Losada. El equipo se completa con Cora Debarbieri, Mariano Oliveros, Mariana Contartessi, Diego García Sáenz y Fernando Carolei.

## Equipo periodístico
| Sección      | Periodista/s        |
| ------------ | ------------------- |
| Espectáculos | Cora Debarbieri     |
| Deportes     | Mariano Oliveros    |
| Política     | Mariana Contartessi |
| Policiales   | Diego García Sáenz  |
| Tecnología   | Fernando Carolei    |